# Leptaulax humerosus
Leptaulax humerosus es una especie de coleóptero de la familia Passalidae.

## Distribución geográfica
Habita en Sumatra, Java, Borneo.